# Heterolecta
Heterolecta är ett släkte av fjärilar. Heterolecta ingår i familjen plattmalar.
Kladogram enligt Catalogue of Life:
| Heterolecta | \| \| Heterolecta cyclogramma \| \| \| \| \| \| Heterolecta meridarcha \| \| \| \| |
|             | \| \| Heterolecta cyclogramma \| \| \| \| \| \| Heterolecta meridarcha \| \| \| \| |
|             | Heterolecta cyclogramma                                                            |
|             |                                                                                    |
|             | Heterolecta meridarcha                                                             |
|             |                                                                                    |